# Tofsspinnare
Tofsspinnare, Lymantriinae, är en underfamilj till familjen näbbflyn i ordningen fjärilar. Taxonet klassas i viss litteratur (exempelvis i Nationalnyckeln) i stället som en familj, med det vetenskapliga namnet Lymantriidae.
Hit hör små eller medelstora arter med breda, helbräddade vingar, färgade i grått, brunt, svart eller vitt. Ibland är vingarna enfärgade. Hos några hithörande arters honor är vingarna förkrympta. Antennerna bär hos hannarna långa och hos honorna korta kamtänder. Sugtungan är förkrympt.
Larverna kan på ryggsidan av tionde, ibland även nionde leden utskjuta en liten vanligen röd blåsa. De är försedda med vårtlika upphöjningar på lederna och bära dessutom ofta hårtofsar och täta, tvärskurna hårborstar av vitalare färg på ryggen. Denna stora familj omfattar omkring 3000 arter över hela jorden.

## Systematik
Det finns minst 2700 kända arter i tofsspinnare i världen. Av dem finns 29 arter i Europa. Nedan följer de 9 släkten och 14 arter som påträffats i Norden.
- Lymantria
  - Barrskogsnunna (Lymantria monacha)
  - Lövskogsnunna (Lymantria dispar)
- Euproctis
  - Äpplerödgump (Euproctis chrysorrhoea)
  - Körsbärsrödgump (Euproctis similis)
- Arctornis
  - Vitvingespinnare (Arctornis l-nigrum)
- Leucoma
  - Videspinnare (Leucoma salicis)
- Dicallomera
  - Askgrå harfotsspinnare (Dicallomera fascelina)
- Harfotsspinnare (Calliteara)
  - Bokspinnare (Calliteara pudibunda)
  - Granharfotsspinnare (Calliteara abietes)
- Laelia
  - Agspinnare (Laelia coenosa)
- Gynaephora
  - Kärrharfotsspinnare (Gynaephora selenitica)
- Fjädertofsspinnare (Orgyia)
  - Aprikostofsspinnare (Orgyia antiqua)
  - Ljungtofsspinnare (Orgyia antiquoides)
  - Kärrtofsspinnare (Orgyia recens)